# 戈盧博伊扎利夫

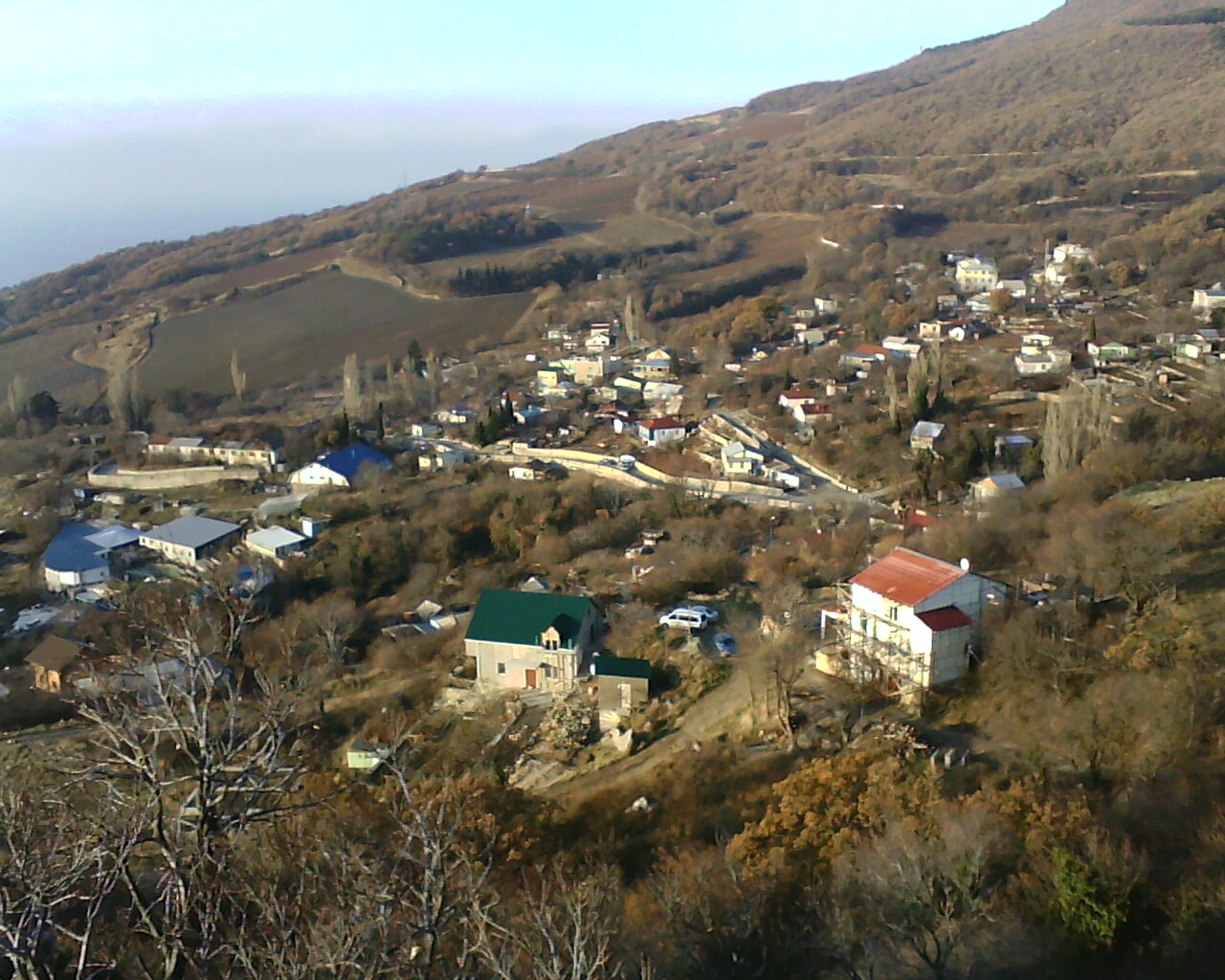
鸟瞰图

霍盧巴扎托卡（烏克蘭語：Голуба Затока），又按俄語名譯為戈盧博伊扎利夫，是法理上乌克兰克里米亚自治共和国南部雅尔塔区的镇，但事实上是俄罗斯克里米亞共和國雅尔塔市议会下辖的市级镇。該鎮距離辛菲羅波爾60公里，始建於1864年，面積1.22平方公里，海拔高度418米，2011年人口441，人口密度每平方公里360.3人。